# Condado de Dakota (Minnesota)
O Condado de Dakota (em inglês:  Dakota County) é um dos 87 condados do estado americano do Minnesota. A sede e maior cidade do condado é Hastings. Foi fundado em 27 de outubro de 1849.
O condado possui uma área de 1 520 km², dos quais 1 456 km² estão cobertos por terra e 64 km² por água, uma população de 398 552 habitantes, e uma densidade populacional de 273,7 hab/km² (segundo o censo nacional de 2010). É o terceiro condado mais populoso do Minnesota.